# Saint-Nicolas-du-Pélem
Saint-Nicolas-du-Pélem é uma comuna francesa na região administrativa da Bretanha, no departamento Côtes-d'Armor. Estende-se por uma área de 40,89 km². Em 2010 a comuna tinha 1 678 habitantes (densidade: 41 hab./km²).